# ニッポンのぞき見太郎 あなたは多数派?少数派?
『ニッポンのぞき見太郎 あなたは多数派?少数派?』（にっぽんのぞきみたろう あなたはたすうは?しょうすうは?）は、2016年4月26日から9月20日まで、関西テレビ（カンテレ）の制作により、フジテレビ系列で毎週火曜21:00 - 21:54（JST）にて放送されていたバラエティ番組である。
同年2月21日日曜16:05 - 17:20（『日曜スペシャル』）にパイロット版が放送された。

## 出演

### MC
- 生瀬勝久（俳優）
- 高島彩（フリーアナウンサー）
- 川田裕美（フリーアナウンサー、高島の産休時の代理〈2016年6月14日・21日〉）

### レギュラー
- 徳井義実（チュートリアル）

## スタッフ

### レギュラー版
- ナレーション：mio（毎週）、成金屋清富、藤沢としや（藤沢→2回目-）（週替り）
- 構成：佐久間貴司、野口勉、純子ポッキー、友光哲也
- ブレーン：原佑貴子、円野きんちゃく
- リサーチ：高森雄幸、高橋広大（2人共→3回目-）
- TD/SW：鈴木智雄
- CAM：芳山貴勇
- MIX：井田憲吾
- VE：小野寺毅
- LD：中村貴志
- 編集：堀田秀治、沖野裕之、川口善史、宇田周人、吉原裕樹、山本真優子（週替り）
- MA：森原健晃、萩原隆之、四方翔悟（四方→2回目-）
- 美術プロデューサー：西川夏子
- 美術制作：木村文洋
- デザイン：井内克信
- 美術進行：矢野雄一郎、永田道徳
- 大道具制作：中山寛之
- 大道具操作：村上公志
- アクリル装飾：川満貴志
- 電飾：福田隆正
- マルチ：野上晃如
- 生花装飾：小柳幸絵
- タイトル：大和安芸子
- メイク：武部千里
- ロゴデザイン：井口和俊、大嶋明英
- 編成：東野和全
- 宣伝：北村友香理、豊増雄
- 協力：キューブ、楽天リサーチ、キューマン、クラッチ.、メディアプルポ、レジスタX1、ファンズプロダクション、共同テレビジョン、fmt、イングス、テレコープ、ギャラクシーオプテラー（毎週）、フォーミュレーション、タイトルエイト、テレプロ、東北共立、サット、エンターエポック、ROGUE、アルチザン、一光、ワイドスタッフ、KOA、ヴィユー、mabu、アークジャパン、ポジティブワン、テクニカルアート、ウエストワン、舞夢プロ、HBC FLEX、ADC、グリップ、ナック・ビジュアル、PROPELLER.、トラッド、キャストプラン、WAC、原一探偵事務所、総合調査VIVID探偵事務所、PIXTA（週替り）
- AD：塩見真生、横田幸介、脇山健人、佐々木菜摘、中西琴乃（全員→2回目-、毎週）、加藤司、駒野裕昭、金水哲平、西英太郎（週替り）
- AP：平松ひとみ（2回目-）
- ディレクター：泉雄介、丹羽弘二、四宮孝史、藤原慎平、友岡伸介（毎週）、山下桂介、山下聡、堀一範、薄井大介、小八木敬三、小南彰、高野有里、堀江拓真、近藤浩文、小林潤也、三浦未来、森本真史（週替り）
- プロデューサー：佐野拓水
- 制作著作：カンテレ

### パイロット版
- 構成：佐久間貴司、野口勉
- リサーチ：純子ポッキー、式部阿礼
- TD/SW：鈴木智雄
- CAM：芳山貴勇
- MIX：井田憲吾
- VE：小野寺毅
- LD：中村貴志
- 編集：堀田秀治、沖野裕之
- MA：森原健晃、萩原隆之
- ナレーション：高山みなみ
- 美術プロデューサー：西川夏子
- デザイン：井内克信
- 美術制作：木村文洋
- 大道具制作：中村寛之
- 美術進行：矢野雄一郎
- 大道具操作：村上公志
- アクリル装飾：川満貴志
- モニター：大高貢
- 生花装飾：小柳幸絵
- メイク：武部千里
- ロゴデザイン：井口和俊
- タイトル：大和安芸子
- 編成：東野和全
- 宣伝：北村友香理、豊増雄
- 協力：楽天リサーチ、レジスタX1、共同テレビジョン、fmt、アルチザン、一光、関西東通、KOA、コスモスペース、東北共立、ポジティブワン、イングス、テレコープ、タイトルエイト
- ディレクター：泉雄介、宮内宏輔、丹羽弘二、滝村展宏、塩見真生
- AD：脇山健人、栁百恵
- プロデューサー：佐野拓水
- 制作著作：カンテレ

## ネット局
| 放送対象地域   | 放送局                    | 系列                                         | 放送曜日・放送時間           | 備考       |
| -------------- | ------------------------- | -------------------------------------------- | ---------------------------- | ---------- |
| 近畿広域圏     | 関西テレビ（KTV）         | フジテレビ系列                               | 火曜 21:00 - 21:54           | 制作局     |
| 北海道         | 北海道文化放送（UHB）     | フジテレビ系列                               | 火曜 21:00 - 21:54           | 同時ネット |
| 岩手県         | 岩手めんこいテレビ（MIT） | フジテレビ系列                               | 火曜 21:00 - 21:54           | 同時ネット |
| 宮城県         | 仙台放送（OX）            | フジテレビ系列                               | 火曜 21:00 - 21:54           | 同時ネット |
| 秋田県         | 秋田テレビ（AKT）         | フジテレビ系列                               | 火曜 21:00 - 21:54           | 同時ネット |
| 山形県         | さくらんぼテレビ（SAY）   | フジテレビ系列                               | 火曜 21:00 - 21:54           | 同時ネット |
| 福島県         | 福島テレビ（FTV）         | フジテレビ系列                               | 火曜 21:00 - 21:54           | 同時ネット |
| 関東広域圏     | フジテレビ（CX）          | フジテレビ系列                               | 火曜 21:00 - 21:54           | 同時ネット |
| 新潟県         | 新潟総合テレビ（NST）     | フジテレビ系列                               | 火曜 21:00 - 21:54           | 同時ネット |
| 長野県         | 長野放送（NBS）           | フジテレビ系列                               | 火曜 21:00 - 21:54           | 同時ネット |
| 静岡県         | テレビ静岡（SUT）         | フジテレビ系列                               | 火曜 21:00 - 21:54           | 同時ネット |
| 富山県         | 富山テレビ（BBT）         | フジテレビ系列                               | 火曜 21:00 - 21:54           | 同時ネット |
| 石川県         | 石川テレビ（ITC）         | フジテレビ系列                               | 火曜 21:00 - 21:54           | 同時ネット |
| 福井県         | 福井テレビ（FTB）         | フジテレビ系列                               | 火曜 21:00 - 21:54           | 同時ネット |
| 中京広域圏     | 東海テレビ（THK）         | フジテレビ系列                               | 火曜 21:00 - 21:54           | 同時ネット |
| 島根県・鳥取県 | 山陰中央テレビ（TSK）     | フジテレビ系列                               | 火曜 21:00 - 21:54           | 同時ネット |
| 岡山県・香川県 | 岡山放送（OHK）           | フジテレビ系列                               | 火曜 21:00 - 21:54           | 同時ネット |
| 広島県         | テレビ新広島（TSS）       | フジテレビ系列                               | 火曜 21:00 - 21:54           | 同時ネット |
| 愛媛県         | テレビ愛媛（EBC）         | フジテレビ系列                               | 火曜 21:00 - 21:54           | 同時ネット |
| 高知県         | 高知さんさんテレビ（KSS） | フジテレビ系列                               | 火曜 21:00 - 21:54           | 同時ネット |
| 福岡県         | テレビ西日本（TNC）       | フジテレビ系列                               | 火曜 21:00 - 21:54           | 同時ネット |
| 佐賀県         | サガテレビ（STS）         | フジテレビ系列                               | 火曜 21:00 - 21:54           | 同時ネット |
| 長崎県         | テレビ長崎（KTN）         | フジテレビ系列                               | 火曜 21:00 - 21:54           | 同時ネット |
| 熊本県         | テレビ熊本（TKU）         | フジテレビ系列                               | 火曜 21:00 - 21:54           | 同時ネット |
| 大分県         | テレビ大分（TOS）         | フジテレビ系列 日本テレビ系列                | 火曜 21:00 - 21:54           | 同時ネット |
| 宮崎県         | テレビ宮崎（UMK）         | フジテレビ系列 日本テレビ系列 テレビ朝日系列 | 火曜 21:00 - 21:54           | 同時ネット |
| 鹿児島県       | 鹿児島テレビ（KTS）       | フジテレビ系列                               | 火曜 21:00 - 21:54           | 同時ネット |
| 沖縄県         | 沖縄テレビ（OTV）         | フジテレビ系列                               | 火曜 21:00 - 21:54           | 同時ネット |
| 青森県         | 青森放送（RAB）           | 日本テレビ系列                               | 金曜 0:57 - 1:54（木曜深夜） | 遅れネット |

## アニメ「ニッポンのぞき見太郎」
2016年4月1日、番宣を兼ねたエイプリルフール企画としてテレビ放送やウェブ配信されたCM。カンテレの2016年春の改編キャッチフレーズ「カンテレ見たろっ!」のイメージキャラクター「のぞき 見太郎」が主人公の日本昔話アニメという体裁になっている。これはあくまでエイプリルフールのジョーク企画なので実際の番組内容との関連性はない。バラエティ番組の「ニッポンのぞき見太郎」の出演者である生瀬、高島、徳井が声で参加している。

## 備考
当番組終了後、関西テレビ制作・フジテレビ系列の火曜21時枠は再度ドラマ枠に移行した。これは火曜22時枠の連続ドラマ枠と火曜21時枠のバラエティ番組枠と交換する形で改編された。制作局は異なるが1年半ぶりにフジテレビ系列の火曜21時枠のドラマ枠が復活し、2021年9月まで5年間放送された。次に火曜21時枠にバラエティ番組が編成されるのは2021年10月に『所JAPAN』が月曜22時枠から枠移動するまで5年の歳月を要することとなった。